# El amante liberal
El amante liberal (em português, O amante liberal) é uma das novelas incluídas nas Novelas exemplares de Miguel de Cervantes. Reúne elementos da novela mourisca e novela bizantina, ainda que ao mesmo tempo critique implicitamente alguns aspectos desta última.
Na novela aparece, junto ao tema do amor generoso, o do cativeiro, que em Cervantes adquire tons biográficos, ainda que se somem outros inventados.

## Traduções para o português
- Miguel de Cervantes. "O amante liberal". In Novelas exemplares. Tradução de Darly Nicolana Scornsienchi. São Paulo: Abril Cultural, 1970. p. 13.